# Чанад Гемеші
Чанад Гемеші (угор. Gémesi Csanád; нар. 13 листопада 1986) — угорський фехтувальник на шаблях, срібний призер Олімпійських ігор 2024 року, бронзовий призер Олімпійських ігор 2020 року, чемпіон Європи.

## Виступи на Олімпіадах
| Олімпіада  | Дисципліна          | Місце |
| ---------- | ------------------- | ----- |
| Токіо 2020 | командна шабля      | 3     |
| Париж 2024 | індивідуальна шабля | 16    |
| Париж 2024 | командна шабля      | 2     |